# Troglarmadillidium myrmicidarum
Troglarmadillidium myrmicidarum är en kräftdjursart som beskrevs av Karl Wilhelm Verhoeff 1933A. Troglarmadillidium myrmicidarum ingår i släktet Troglarmadillidium och familjen klotgråsuggor. Inga underarter finns listade i Catalogue of Life.